# Stenoptilia kiitulo
Stenoptilia kiitulo is een nachtvlinder uit de familie Pterophoridae (vedermotten). De spanwijdte van de vlinder bedraagt tussen de 19 en 22 millimeter. De soort is bekend uit Tanzania. De soort vliegt in november en december op een hoogte van 2600 tot 2700 meter.
De soort is beschreven in een special van Zoologische Mededelingen, uitgegeven door Naturalis, die op 1 januari 2008 verscheen ter ere van het 250-jarig bestaan van de zoölogische nomenclatuur. Op 1 januari 1758 verscheen namelijk de tiende editie van Systema naturae van Carl Linnaeus.